# 45 (tal)
45 (fyrtiofem) är det naturliga talet som följer 44 och som följs av 46. Med romerskt nummersystem skrivs 45 XLV. 

## Inom matematiken
- 45 är ett udda tal.
- 45 är ett defekt tal
- 45 är det nionde triangeltalet
- 45 är ett hexagontal
- 45 är ett hexadekagontal
- 45 är ett aritmetiskt tal
- 45 är ett Størmertal
- 45 är ett palindromtal i det binära talsystemet.
- 45 är ett palindromtal i det oktala talsystemet.
- I bas 10 är 45 ett Kaprekartal och Harshadtal

## Inom vetenskapen
- Rodium, atomnummer 45
- 45 Eugenia, en asteroid
- M45, öppen stjärnhop med reflexionsnebulosa i Oxen, Messiers katalog